# Équipe d'Algérie des moins de 15 ans de football
Maillots
L'équipe d'Algérie des moins de 15 ans de football représente l'Algérie dans les compétitions juniors de football, où sont conviés les joueurs de moins de 15 ans.

## Palmarès

### Jeux olympiques de la jeunesse
| Jeux olympiques de la jeunesse | Jeux olympiques de la jeunesse | Jeux olympiques de la jeunesse | Jeux olympiques de la jeunesse | Jeux olympiques de la jeunesse | Jeux olympiques de la jeunesse | Jeux olympiques de la jeunesse | Jeux olympiques de la jeunesse | Jeux olympiques de la jeunesse |
| Apparitions: 0                 | Apparitions: 0                 | Apparitions: 0                 | Apparitions: 0                 | Apparitions: 0                 | Apparitions: 0                 | Apparitions: 0                 | Apparitions: 0                 | Apparitions: 0                 |
| Année                          | Tour                           | Position                       | J                              | G                              | N                              | P                              | Bp                             | Bc                             |
| ------------------------------ | ------------------------------ | ------------------------------ | ------------------------------ | ------------------------------ | ------------------------------ | ------------------------------ | ------------------------------ | ------------------------------ |
| 2010                           | Non inscrit                    | Non inscrit                    | Non inscrit                    | Non inscrit                    | Non inscrit                    | Non inscrit                    | Non inscrit                    | Non inscrit                    |
| 2014                           | Non inscrit                    | Non inscrit                    | Non inscrit                    | Non inscrit                    | Non inscrit                    | Non inscrit                    | Non inscrit                    | Non inscrit                    |
| 2018                           | Pas de compétition             | Pas de compétition             | Pas de compétition             | Pas de compétition             | Pas de compétition             | Pas de compétition             | Pas de compétition             | Pas de compétition             |
| 2026                           | Pas de compétition             | Pas de compétition             | Pas de compétition             | Pas de compétition             | Pas de compétition             | Pas de compétition             | Pas de compétition             | Pas de compétition             |
| Total                          |                                | 0/2                            |                                |                                |                                |                                |                                |                                |

### Tournoi de l'UNAF U-15
| Tournoi de l'UNAF U-15 | Tournoi de l'UNAF U-15 | Tournoi de l'UNAF U-15 | Tournoi de l'UNAF U-15 | Tournoi de l'UNAF U-15 | Tournoi de l'UNAF U-15 | Tournoi de l'UNAF U-15 | Tournoi de l'UNAF U-15 | Tournoi de l'UNAF U-15 |
| Apparitions: 4         | Apparitions: 4         | Apparitions: 4         | Apparitions: 4         | Apparitions: 4         | Apparitions: 4         | Apparitions: 4         | Apparitions: 4         | Apparitions: 4         |
| Année                  | Tour                   | Position               | J                      | G                      | N                      | P                      | Bp                     | Bc                     |
| ---------------------- | ---------------------- | ---------------------- | ---------------------- | ---------------------- | ---------------------- | ---------------------- | ---------------------- | ---------------------- |
| 2017                   | Demi-finale            | 4ème                   | 3                      | 0                      | 2                      | 1                      | 3                      | 5                      |
| 2018                   | Finaliste              | 2ème                   | 2                      | 1                      | 1                      | 0                      | 3                      | 2                      |
| 2018                   | Finaliste              | 2ème                   | 3                      | 1                      | 1                      | 1                      | 7                      | 5                      |
| 2019                   | Finaliste              | 2ème                   | 3                      | 2                      | 0                      | 1                      | 7                      | 2                      |
| Total                  | Finaliste              | 4/4                    | 11                     | 4                      | 4                      | 3                      | 20                     | 14                     |